# 四川等处行中书省
四川等处行中书省（四川行中书省），为直属元朝中央政府的一级行政区，简称“四川”或“四川省”，在当时民间多简称为四川省、四川行省。四川行中书省为元朝中国本部的10个行中书省（不含征东行省等）之一，辖境包括今四川省全部、甘肃省南部、陕西省南部等，南与湖广等处行中书省接壤。

## 历史
1206年成吉思汗建立了大蒙古国，1234年在蒙古的征讨下，金国灭亡。早在1231年，蒙古军就在托雷的率领下占据了当时属于南宋的汉中地区，在金国灭亡之后，时任蒙古大汗窝阔台决定攻打南宋，四川多次被蒙古军攻占和南宋收复，直到蒙哥汗八年（1258年），蒙哥与其弟忽必烈和大将兀良合台分三路大举进攻南宋。蒙哥亲率主力征四川，次年，在攻打合州时，蒙哥汗病亡。
元朝初期四川地隶属于陕西等处行中书省。忽必烈中統元年（1260年），立秦蜀行省（也称陕蜀行省等）於京兆。中統三年，改立陝西四川行中书省，治所在京兆。至元三年（1266年），移治利州。十七年，复还京兆。十八年（1271年），分省四川，寻改立四川宣慰司。二十一年，仍合为陝西四川行省。二十三年（1286年），四川立行枢密院。忽必烈彻底征服南宋后，陕西，四川彻底分设行省，始置四川行省，署成都，统有九路、五府。
四川等处行中书省辖境包括今四川省全部除现重庆市东南部小部分地区属湖广行省外，甘肃省南部、陕西省南部等，而今天四川省北部一些地区属于陕西行省管辖。

## 行政区划
下辖九路、三府，属府二，属州三十六，军一，属县八十一，蛮夷种落不在其数。路治标粗。

### 西蜀四川道肃政廉访司

#### 成都路
至元十三年（1276年）领成都、嘉定、崇庆三府，眉、邛、隆、黎、雅、威、茂、简、汉、彭、绵十一州，后嘉定自为一路，以眉、雅、黎、邛隶之，至元二十年（1283年）割黎、雅属吐蕃招讨司，降崇庆为州，隆州并入仁寿县
- 成都府
  - 录事司
  - 领县九：成都[2]、华阳中统元年废广都县入[3]、新都、郫、温江、双流、新繁、仁寿至元二十年并隆州入、金堂至元二十年并怀州入
  - 彭州，领二县：蒙阳、崇宁
  - 汉州，中统元年（1260年）废雒县复置汉州[4]，领三县：什邡、德阳至元八年（1271年）升为德州，十三年降为县、绵竹至元十三年并入州，后复置
  - 安州，领一县：石泉
  - 灌州，原领二县：导江、青城，至元十三年以户少均省入州
  - 崇庆州，至元十二年（1275年）立总管府，二十年改为州，并江原县入州，领二县：晋原、新津
  - 威州，领二县：保宁至元十九年（1282年）并入州、通化
  - 简州，至元二十年并附郭阳安县入州，二十二年（1285年）并成都府所属灵泉县入州，原领平泉县，以地荒，废

#### 嘉定府路
- 录事司
- 领县四：龙游、夹江至元二十年并洪雅入、峨眉、犍为
- 眉州，领二县：彭山、青神
- 邛州，至元二十一年（1284年）并临邛、依政、蒲江三县入州，领一县：大邑
- 荣州[5]，领一县：威远

#### 广元路
- 领二县：绵谷、昭化元初并葭萌入
- 保宁府
  - 领三县：阆中并新得、小宁二州入、苍溪至元十二年并奉国入[6]、南部并新井、新政、西水三县入[7]
- 剑州，领二县：普安至元二十年并普城、剑门二县入、梓潼
- 龙州，至元二十二年并江油、清川二县入
- 巴州，领二县：化城至元二十年并难江、恩阳二县入、曾口至元二十年并上通江、下通江二县入
- 沔州，领三县：铎水、大安本大安州，至元二十年降为县、略阳至元二十年并长举、西二县入

#### 顺庆路
至元四年置东川路，后改东川府，十五年改顺庆，二十年升为路
- 录事司
- 领二县：南充至元二十年并汉初入、西充至元二十年并流溪旧县入
- 广安府
  - 领二县：渠江、岳池并和溪、新明二县入
- 蓬州，至元二十年立蓬州路总管府，后复为州，领三县：相如至元二十年并金城寨入、营山至元二十年并良山入、仪陇至元二十年并蓬池、伏虞入[8]
- 渠州，领二县：流江、大竹至元二十年并邻山、邻水入

#### 潼川府
- 领四县：郪至元二十年并涪城及录事司入、中江至元二十年并铜山入、射洪至元二十年并通泉入、盐亭至元二十年并东关入
- 遂宁州，领二县：小溪至元十九年并遂宁、青石入、蓬溪至元十九年并长江入
- 绵州，元初隶成都路，至元二十年并魏城入州，领二县：彰明、罗江

#### 永宁路
辖县有阙
- 筠连州，领一县：腾川

### 四川南道宣慰司
至元十六年（1279年）立

#### 重庆路
至元十六年由重庆府改路，二十一年升为上路，二十二年割泸、合来属
- 录事司
- 领三县：巴至元二十二年并璧山入、江津、南川至元二十二年废南平军入
- 泸州，至元二十年并泸川县入[10]，领三县：江安[11]、纳溪大德中因水害移治县北十里，至大初复还[12]、合江
- 忠州，领三县：临江、南宾、酆都
- 合州，领三县：铜梁元初并巴川入、定远至元四年置武胜军，后改定远州、石照至元二十年并录事司、赤水入
- 涪州，至元二十年并涪陵、乐温二县入，领一县：武龙

#### 绍庆府
- 领二县：彭水、黔江

#### 怀德府
辖县皆阙
- 来宁州
- 柔远州
- 酉阳州
- 服州

#### 夔（州）路
至元十五年改路，原隶施、云安、万、达四州，二十二年又以开、达、梁山三州来属
- 录事司
- 领二县：奉节、巫山
- 施州，领二县：清江至元十二年并入州、建始
- 达州，原隶四川东道宣慰司，领二县：通川、新宁
- 梁山州，领一县：梁山
- 万州，至元二十年并南浦县入[13]，领一县：武宁
- 云阳州，至元二十年由云安军升为州，并云阳县入
- 大宁州，并大昌县入
- 开州，并开江县入[14]

### 叙南等处蛮夷宣抚司

#### 叙州路
- 领四县：宜宾、庆符、南溪、宣化
- 富顺州
- 高州

#### 马湖路
- 长宁军
- 戎州

#### 四十六囤蛮夷千户所
至元十三年于庆符县侨置千户所，领四十六囤：黄水口上下落骨，山落牟许满吴，麽落财，麽落贤，腾息奴，屯莫面，落搔，麽落梅，麽得幸，上落松，麽得会，麽得恶，落魂，落昧下村，落岛，麽得享，落燕，落得虑，麽得了，麽腾斛，许宿，麽九色，落搔屯右，麽得晏，落能，山落寡，水落寡，落得擂，麽得具，麽得渊，腾日飘，落昧上村，赖扇，许焰，腾郎，周头，卖落炎，落女，爱答落，爱答速，麽得奸，阿郎头，下得辛，上得辛，爱得娄，落鸥

### 引用
1. ↑  《元史·志第十二·地理三》：四川等處行中書省，為路九、府三，屬府二，屬州三十六，軍一，屬縣八十一。
2. ↑  李玉宣等. 中国地方志集成·四川府县志辑② 同治重修成都县志. 成都: 巴蜀书社. 1992. ISBN 7-80523-478-7.
3. ↑  刘咸荥等. 中国地方志集成·四川府县志辑③ 民国双流县志. 成都: 巴蜀书社. 1992. ISBN 7-80523-478-7.
4. ↑  刘长庚等. 中国地方志集成·四川府县志辑⑪ 嘉庆汉州志. 成都: 巴蜀书社. 1992. ISBN 7-80523-478-7.
5. ↑  文良等. 中国地方志集成·四川府县志辑37 同治嘉定府志. 成都: 巴蜀书社. 1992. ISBN 7-80523-478-7.
6. ↑  熊道球等. 中国地方志集成·四川府县志辑57 民国苍溪县志. 成都: 巴蜀书社. 1992. ISBN 7-80523-478-7.
7. ↑  王瑞庆等. 中国地方志集成·四川府县志辑57 道光南部县志. 成都: 巴蜀书社. 1992. ISBN 7-80523-478-7.
8. ↑  曾绍樾等. 中国地方志集成·四川府县志辑57 同治仪陇县志. 成都: 巴蜀书社. 1992. ISBN 7-80523-478-7.
9. ↑  王梦庚等. 中国地方志集成·四川府县志辑⑤ 道光重庆府志. 成都: 巴蜀书社. 1992. ISBN 7-80523-478-7.
10. 1 2  华国清等. 中国地方志集成·四川府县志辑32 光绪泸州直隶州志. 成都: 巴蜀书社. 1992. ISBN 7-80523-478-7.
11. ↑  严希慎等. 中国地方志集成·四川府县志辑32 民国江安县志. 成都: 巴蜀书社. 1992. ISBN 7-80523-478-7.
12. ↑  赵炳然等. 中国地方志集成·四川府县志辑32 嘉庆纳溪县志. 成都: 巴蜀书社. 1992. ISBN 7-80523-478-7.
13. ↑  王玉鲸等. 中国地方志集成·四川府县志辑51 同治增修万县志. 成都: 巴蜀书社. 1992. ISBN 7-80523-478-7.
14. ↑  恩成等. 中国地方志集成·四川府县志辑50 道光夔州府志. 成都: 巴蜀书社. 1992. ISBN 7-80523-478-7.

- 谭其骧. 《中国历史地图集》. 北京: 中国地图出版社. 1987年.